# 원주 흥법사지 삼층석탑
원주 흥법사지 삼층석탑(原州 興法寺址 三層石塔)는 대한민국 강원특별자치도 원주시 흥법사지라고 전하는 밭 가운데에 서 있는 고려시대의 삼층석탑이다. 1968년 7월 5일 대한민국의 보물 제464호로 지정되었다.

## 개요
흥법사터라고 전하는 밭 가운데에 서 있는 고려시대의 탑이다. 흥법사는 신라시대부터 고려시대까지 이어지던 거대한 사찰로, 원래 탑 외에도 《전 원주 흥법사지 염거화상탑(국보 제104호)·《원주 흥법사지 진공대사탑 및 석관》(보물 제365호) 등이 있었는데, 일제에 의해 강제로 반출되었다가 지금은 국립중앙박물관에서 보관하고 있다.
이 탑은 기단(基壇)을 2단으로 두고, 그 위로 기와집 모습을 본뜬 듯한 탑신(塔身)을 3층으로 쌓아올린 모습이다. 아래층 기단의 각 면에는 안상(眼象)이 3개씩 새겨져 있는데, 꽃모양처럼 솟아올라 있어 고려시대의 특징을 잘 보여주고 있다. 위층 기단의 윗면은 경사져 있고, 보기 드물게 중앙에는 1층 몸돌을 괴기 위한 받침을 3단으로 조각하였다. 부처의 사리나 불경 등을 모시고 있는 탑신은 기단에 비해 너무 작은 모습이다. 각 층의 몸돌에는 모서리마다 기둥 모양의 조각을 새겨놓았으며, 1층 몸돌에는 네모난 문비가 새겨져 있고 문비 안에는 마멸이 심한 문고리 장식이 남아있다. 지붕돌은 두꺼워 보이고 경사가 가파르며, 아래받침은 얇게 4단으로 되어 있는데 전체적으로 파손된 부분이 많다. 지붕돌의 처마는 수평을 이루다가 양쪽 가에서 살짝 위로 들려있어 고려시대 석탑임을 잘 드러낸다. 탑의 머리부분에는 머리장식을 받치기 위한 노반(露盤)만 남아 있으나 그 마저도 많이 손상되어 있는 상태이다.
기단과 탑신의 불균형이 눈에 띄며, 돌의 구성이나 조각수법이 소박한 점 등으로 보아 고려 전기에 세워졌을 것으로 보인다.

## 특징
이중기단 위에 3층의 탑신을 올린 전형적인 탑으로, 밑 기단에는 각 면에 3구씩의 안상이 조각되었다. 기단에 비하여 탑신이 빈약하게 작아졌으며, 옥개석의 낙수면 경사가 급하다. 상륜부에는 노반만 남아 있으며 높이 약3m, 길이 약60cm의 석축을 비롯하여 문지와 초석들이 산재하여 있다.

## 같이 보기
- 전 원주 흥법사지 염거화상탑 - 국보 제104호
- 원주 흥법사지 진공대사탑 및 석관 - 보물 제365호
- 원주 흥법사지 진공대사탑비 - 보물 제463호

## 참고 문헌
- 위키미디어 공용에 원주 흥법사지 삼층석탑 관련 미디어 분류가 있습니다.
- 원주 흥법사지 삼층석탑 - 국가유산청 국가유산포털